# Telenomus dalmani
Telenomus dalmani är en stekelart som först beskrevs av Julius Theodor Christian Ratzeburg 1844.  Telenomus dalmani ingår i släktet Telenomus och familjen Scelionidae. Inga underarter finns listade i Catalogue of Life.